# Schismatoglottis cyria
Schismatoglottis cyria är en kallaväxtart som beskrevs av Peter Charles Boyce. Schismatoglottis cyria ingår i släktet Schismatoglottis och familjen kallaväxter. Inga underarter finns listade.